# تپه شیرقلی
تپه شیرقلی مربوط به سده‌های اولیه دوران‌های تاریخی پس از اسلام است و در شهرستان کوهدشت، بخش مرکزی، دهستان کوهدشت جنوبی، ۱۰۰ متری شمال روستای کل گاورا واقع شده و این اثر در تاریخ ۲۸ اسفند ۱۳۸۵ با شمارهٔ ثبت ۱۸۸۴۱ به‌عنوان یکی از آثار ملی ایران به ثبت رسیده است.